# Cratere Octavia
Octavia è un cratere sulla superficie di 4 Vesta.